# Звёздная атмосфера
Звёздная атмосфера — внешняя область звезды, расположенная над звёздным ядром, зоной радиации и зоной конвекции. Внутри звёздной атмосферы различают несколько подобластей, обладающих различными свойствами.

## Структура звёздной атмосферы
Самая глубокая и холодная часть звёздной атмосферы, которую может видеть внешний наблюдатель, называется фотосферой. Фотосфера излучает световые волны во всей области видимого непрерывного спектра. Температура этой области растёт с глубиной и для звёзд типа Солнца лежит в пределах от 4500 до 6500 К. Именно в фотосфере появляются так называемые звёздные пятна — холодные области прорыва магнитного поля.
Над фотосферой находится область хромосферы, — тонкий слой звёздной атмосферы (у Солнца он составляет всего лишь около 10000 км, что даже меньше, чем диаметр Земли), который пронзают нитевидные потоки раскалённого газа — спикулы.
Температура хромосферы поначалу плавно изменяется, увеличиваясь с удалением от границы с фотосферой, а затем в небольшой, переходной области, размером не более 100 км, скачкообразно повышается до температуры в 10 раз больше температуры фотосферы.
Корона — верхняя часть звёздной атмосферы, состоящая из раскалённой плазмы, является наиболее горячей и разрежённой. Её температура достигает нескольких миллионов градусов. Так, температура солнечной короны достигает 2 млн Кельвинов. Столь высокое значение корональной температуры остаётся одной из нерешённых проблем современной астрофизики. Ответ на этот вопрос кроется в магнитных полях, но точный механизм остаётся неясным.
В то время, как наличие переходных областей и корон характерно для всех звёзд главной последовательности, другие типы звёзд могут не иметь подобных областей. Так, похоже, что только некоторые звёзды-гиганты и небольшое число сверхгигантов обладают коронами.
Атмосфера Солнца, как самой близкой к Земле звезды, в настоящее время изучена наиболее глубоко. Во время полных солнечных затмений, скрывающих её фотосферу от глаз земного наблюдателя, на небольшое время можно увидеть тонкое розоватое кольцо солнечной хромосферы и впечатляющее гало солнечной короны. Аналогично можно наблюдать хромосферы других звёзд в затменно-переменных системах, когда один компонент затмевает другой.